# Merle van Benthem
Merle van Benthem (Hengelo, 7 december 1992) is een Nederlands fietscrosster.
Op vierjarige leeftijd begon Van Benthem met fietscrossen en in 2010 werd ze wereldkampioen bij de junioren. Datzelfde jaar kwam ze in een nare valpartij, die haar carrière behoorlijk in de war stuurde, en waardoor ze de seizoenen van 2011 en 2012 zonder veel resultaat afsloot. In 2014 wist ze Nederlands kampioen bij de vrouwen te worden. Van Benthem nam deel aan de Olympische Zomerspelen in 2016, maar eindigde als laatste in haar halve finale.
Na de Spelen in 2016 stond zij wegens een zware knieblessure veertien maanden aan de kant. Tijdens haar rentree bij de wereldbekerwedstrijd in Papendal werd ze zesde en achtste. Bij de daaropvolgende wedstrijd in mei 2018 in Heusden-Zolder haalde ze de finale en werd weer zesde. De dag daarop stond Van Benthem wederom in de finale, maar brak daar haar sleutelbeen. In april 2019 maakte ze wederom haar rentree en behaalde een derde plaats bij de eerste Wereldbekerwedstrijd van het seizoen. Van Benthem kondigde in juli 2021 haar afscheid bij het BMX aan nadat zij zich eerder niet had geplaatst voor de Olympische Spelen in Tokio. Zij maakte de overstap naar het baanwielrennen, maar grote successen bleven uit. Verder dan twee zilveren medailles op de nationale kampioenschappen op het onderdeel sprintploeg kwam Van Benthem vooralsnog niet.